# Hồ Tá Bang

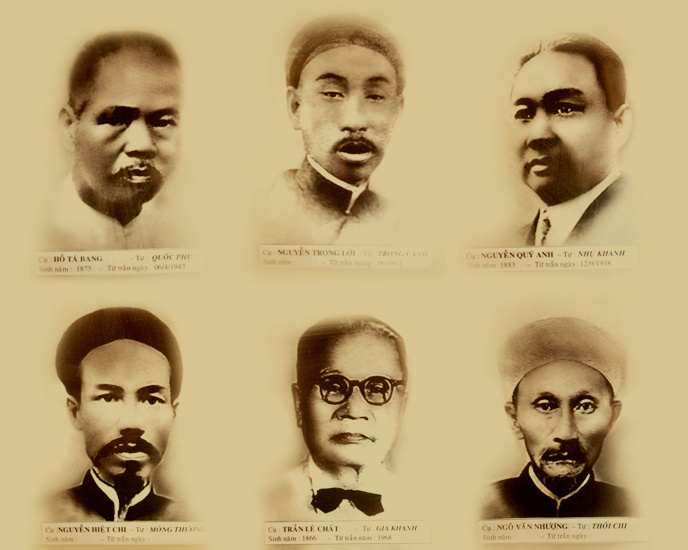
Sáu sáng lập viên của trường Dục Thanh và công ty Liên Thành: Hồ Tá Bang (trên cùng, trái), Nguyễn Trọng Lội, Nguyễn Quý Anh (hàng trên), Nguyễn Hiệt Chi, Trần Lệ Chất, Ngô Văn Nhượng (hàng dưới).

Hồ Tá Bang (1875-1943) là một nhà cải cách duy tân Việt Nam thời cận đại, và là một trong sáu thành viên sáng lập trường Dục Thanh và công ty Liên Thành hồi đầu thế kỷ XX.

## Tiểu sử
Ông sinh năm Ất Hợi (1875) tại làng Kế Môn, huyện Phong Điền, tỉnh Thừa Thiên (nay là huyện Phong Điền, tỉnh Thừa Thiên Huế). Sau ông dời vào cư ngụ ở Phan Thiết, tỉnh Bình Thuận (nay là thành phố Phan Thiết, tỉnh Bình Thuận).
Thời niên thiếu ông theo học chữ Hán và chữ Quốc ngữ nhưng không đi thi. Năm Mậu Tuất (1898), ông làm ký lục tại Tòa sứ Phan Thiết; sau đổi về làm ở Tòa sứ Hội An.
Khoảng năm Ất Tỵ (1905), trên đường vào Nam làm cuộc vận động duy tân, Phan Chu Trinh, Trần Quý Cáp và Huỳnh Thúc Kháng có đến ngụ tại "Ngọa du sào" của Nguyễn Thông (khi ấy đã mất) ở Phan Thiết. Do chịu ảnh hưởng tư tưởng của nhà duy tân Nguyễn Lộ Trạch từ lúc còn ở quê nhà, nên sau khi gặp gỡ ba nhà yêu nước ấy, Hồ Tá Bang liền hăng hái tham gia . Sau đó, ông cùng với Nguyễn Trọng Lội, Nguyễn Quý Anh (em ông Lội, và cả hai đều là con của Nguyễn Thông), Nguyễn Hiệt Chi, Trần Lệ Chất, Ngô Văn Nhượng thành lập:
- Liên Thành thư xã: truyền bá các sách báo có nội dung yêu nước, được thành lập năm 1905.
- Liên Thành thương quán (tức công ty Liên Thành): làm kinh tế gây quỹ hoạt động, đồng thời tạo công ăn việc làm cho nhân dân, được thành lập năm 1906.
- Dục Thanh học hiệu (tức trường Dục Thanh): dạy cho con em người yêu nước và lao động nghèo theo nội dung yêu nước và tiến bộ, được thành lập năm 1907.

Khoảng tháng 8 năm 1910, Hồ Tá Bang cùng Trương Gia Mô đưa con của bạn (Nguyễn Sinh Sắc) là Nguyễn Tất Thành (sau này là Chủ tịch Hồ Chí Minh) vào Sài Gòn tìm đường sang Pháp .
Năm 1911, Nguyễn Trọng Lội qua đời, Hồ Tá Bang thay thế ở chức vụ Tổng lý (tức Giám đốc) công ty Liên Thành. Ông đã khéo léo xoay xở để đưa công ty vượt qua quãng thời gian khó khăn, lúc phong trào Duy Tân bị đàn áp và công ty bị liên tục gây khó dễ.
Năm 1917, Nguyễn Quý Anh được bầu làm Tổng lý, Hồ Tá Bang đảm nhiệm Nghị trưởng (Chủ tịch Hội đồng Quản trị) và chính thức dời Tổng cuộc vào Chợ Lớn để phát triển việc kinh doanh.
Theo tài liệu, thì Hồ Tá Bang đã tham gia điều hành trường Dục Thanh (đóng cửa năm 1912) và công ty Liên Thành gần 30 năm ...
Năm Quý Mùi (1943), Hồ Tá Bang mất, thọ 68 tuổi, được an táng tại đồn điền của ông cách thị xã Phan Thiết (nay là thành phố Phan Thiết) hơn 10 km.
Trước khi mất ông có câu đối khắc ở sinh phần:
Sinh vi nô lệ sinh do tử;
Tử hữu tinh thần tử nhược sinh.
Nghĩa là:
Sống làm nô lệ sống như chết
Chết có tinh thần chết như sống.
Tư cách và đức độ của Hồ Tá Bang được nhân dân và sĩ phu kính trọng. Sinh thời, ông có sáng tác văn chương. Thơ văn ông thấm đượm tinh thần yêu nước, tiêu biểu là bài "Tế thủ tiền lỗ văn" (văn tế bọn bo bo giữ tiền) đăng trên báo Lục tỉnh tân văn số ngày 24 tháng 3 năm 1908 ở Sài Gòn.
Con ông là bác sĩ Hồ Tá Khanh cũng là một nhân sĩ. Năm 1945, Hồ Tá Khanh giữ chức vụ Bộ trưởng trong Nội các Chính phủ Trần Trọng Kim.

## Sách tham khảo chính
- Nguyễn Q. Thắng-Nguyễn Bá Thế, mục từ "Hồ Tá Bang" trong Từ điển nhân vật lịch sử Việt Nam. Nhà xuất bản Khoa học xã hội, 1992.